# Eugenia heringeriana
Eugenia heringeriana är en myrtenväxtart som beskrevs av Joáo Rodrigues de Mattos. Eugenia heringeriana ingår i släktet Eugenia och familjen myrtenväxter. Inga underarter finns listade i Catalogue of Life.